# Pemphredon lethifer
Pemphredon lethifer är en stekelart som först beskrevs av William Edward Shuckard 1837.  Pemphredon lethifer ingår i släktet Pemphredon, och familjen Crabronidae. Arten är reproducerande i Sverige.